# Nycteridopsylla iae
Nycteridopsylla iae är en loppart som beskrevs av Beaucournu et Kock 1992. Nycteridopsylla iae ingår i släktet Nycteridopsylla och familjen fladdermusloppor. Inga underarter finns listade i Catalogue of Life.